# Wahlen 1992
◄◄ | ◄ | 1988 | 1989 | 1990 | 1991 | Wahlen 1992 | 1993 | 1994 | 1995 | 1996 | ► | ►►

Weitere Ereignisse
Folgende Wahlen fanden im Jahr 1992 statt:

## Afrika

### Angola
- Präsidentschaftswahl in Angola 1992

### Dschibuti
- Verfassungsreferendum in Dschibuti 1992

### Gambia
- Parlamentswahlen in Gambia 1992
- Präsidentschaftswahl in Gambia 1992

### Ghana
- Parlamentswahl in Ghana 1992
- Präsidentschaftswahl in Ghana 1992
- Referendum in Ghana 1992

### Kenia
- Präsidentschafts- und Parlamentswahl in Kenia 1992

### Namibia
- Kommunalwahlen in Namibia 1992
- Regionalratswahlen in Namibia 1992

### Niger
- Verfassungsreferendum in Niger 1992

### Seychellen
- Wahl einer Verfassungskommission auf den Seychellen 1992
- Verfassungsreferendum auf den Seychellen 1992

### Südafrika
- Referendum in Südafrika 1992

## Amerika

### Vereinigte Staaten
- Präsidentschaftswahl in den Vereinigten Staaten 1992
- Wahl zum Repräsentantenhaus der Vereinigten Staaten 1992

### Ecuador
- Präsidentschafts- und Parlamentswahl in Ecuador 1992

## Asien
- Aserbaidschan: Präsidentschaftswahl. Əbülfəz Elçibəy wird Präsident
- Parlamentswahl in Israel 1992
- Indien: 
  - Parlamentswahl im Bundesstaat Punjab
  - Präsidentschaftswahl in Indien
- Parlamentswahl im Iran 1992
- Israel: Parlamentswahl
- Laos: Parlamentswahl
- Philippinen: 
  - Wahlen am 11. Mai 1992
    - Unterhauswahl
    - Senatswahl
    - Präsidentschaftswahl

  - Wahl des Jugendparlaments Sangguniang Kabataan
- Südkorea: 
  - Parlamentswahl
  - Präsidentschaftswahl
- Thailand: 
  - Wahlen im März
  - Wahlen im September
- Taiwan: Wahl des Legislativ-Yuans

## Europa

### Dänemark
- Volksabstimmung zum Vertrag von Maastricht am 2. Juni

### Deutschland
- Landtagswahl in Baden-Württemberg 1992 am 5. April
- Landtagswahl in Schleswig-Holstein 1992 am 5. April
- Wahlen der Berliner Bezirksverordnetenversammlungen 1992 am 24. Mai

### Estland
- Parlamentswahl in Estland 1992 am 20. September

### Irland
- Wahlen zum Dáil Éireann 1992 am 25. November

### Italien
- Parlamentswahlen in Italien 1992 am 5. April

### Kosovo
- Parlamentswahl im Kosovo am 24. Mai

### Kroatien
- Parlamentswahl in Kroatien 1992 am 2. August

### Litauen
- Parlamentswahl in Litauen 1992 am 20. Oktober und 10. November

### Montenegro
- Volksabstimmung am 1. März 1992. Bei einer Wahlbeteiligung von 65 % stimmen rund zwei Drittel für die neue Bundesrepublik Jugoslawien.

### Österreich
- Am 26. April der erste Wahlgang und am 24. Mai die Stichwahl der Bundespräsidentenwahl in Österreich

### Rumänien
- Parlamentswahl in Rumänien 1992 am 27. September
- Präsidentschaftswahl in Rumänien 1992 am 27. September und am 11. Oktober

### Schweiz
- Abstimmung zum Beitritt der Schweiz zum Europäischen Wirtschaftsraum (EWR)

### Serbien
- Präsidentschaftswahl in Serbien 1992 am 20. Dezember

### Slowakei
- vorgezogene Parlamentswahl am 5. und 6. Juni

### Slowenien
- Parlamentswahl in Slowenien 1992 und Präsidentschaftswahl in Slowenien 1992, beide am 6. Dezember 1992

### Tschechoslowakei
- 5. und 6. Juni 1992: Parlamentswahlen 1992 (beide Kammern)
  - Wahl zum Tschechischen Nationalrat
  - Wahl zum Slowakischen Nationalrat
- 3. Juli: Präsidentschaftswahl. Der seit Ende 1989 amtierende Václav Havel tritt am 17. Juli zurück.

### Vereinigtes Königreich
- Britische Unterhauswahl 1992 am 9. April